# 圓恵寺
圓恵寺（えんねじ）は静岡県富士宮市大久保にある日蓮宗の寺院。山号は、妙境山。

## 歴史
永禄8年（1565年）3月18日に真言宗寺院として創立。天正9年（1581年）4月、日蓮宗へ改宗。その後、無住であったが寛永4年（1627年）堂宇を再建。
宝暦6年（1756年）光妙院日暁により創立した光明庵という末寺が月代にあったが、1934年（昭和9年）12月に神奈川県藤沢市に移転し光妙寺と改称した。